# Вишеградскe јавне чесме
Вишеград, као и сви стари градови кроз које је пролазила ускотрачна железничка пруга у време Аустроугарске били су препознатљиви и по јавним чесмама. Аустроугарска је у анектираним крајевима градила водоводе, канализацију, уређивала улице, железничке станице, регулисала речна корита и потоке, постављала расвету, а уз саобраћајнице градила прве стамбене зграда, школе, хотеле и друге установе. Први водовод је у Вишеграду, железним цевима, изграђен 1900. године, са главним сабирним резервоаром на узвишењу Околишта.
Након што је 1906. године кроз град на Дрини и Рзаву прошла ускотрачна пруга према Србији,  на свим значајнијим местима и раскрсницама у Вишеграду направљено је тридесетак железних, лепо обликованих тучаних чесама, са истуреним коритом и сливником у канализацију.
До 1950. године у Вишеграду је било сачувано 17 јавних чесама, истог облика и истог дизајна, које су се напајале водом из старог аустријског водовода, са извора код Мемелеџиног хана на Доњој Лијесци. Јавне чесме код Дома културе, код „Чађаве,” код Бугарнице, затим код Градског купатила, Шушкине и Ристића куће, на Липи, код цркве на Мегдану, код старе пијаце према Душчу више не постоје.
Данас је у Вишеграду остало 5 јавних чесми из градског водовода и 2 каптирана извора чесме.

### Аустријска чесма код Цареве џамије
Једина стара тучана аустријска чесма која преживела до данас, од 17 некадашњих, је непосредно испод Цареве џамије у Вишеграду. Вода из чесме је из градског водовода.

### Јавна чесма код ћуприје на Дрини
Нова камена чесма на почетку моста Мехмед-паше Сколовића у Вишеграду саграђена је 2015. године. са десне стране реке Дрине.  Вода из чесме је из градског водовода.

### Јавна чесма код цркве рођења Пресвете Богородице
Чесма је подигнута на сећање Росић Мирка и Ненада. Вода из чесме је из градског водовода.

### Спомен чесма Гарче
Спомен чесма у насељу Гарча саграђена је 2017 у спомен Срба исељених из Средње Босне који су своје нове домове саградили у насељу Гарча у Вишеграду. Вода из чесме је из градског водовода.

### Јавна чесма на вишеградској пијаци
Јавна чесма на вишеградској пијаци је вероватно настала седамдесетих година двадесетог века када је пијаца премештена на десну обалу Рзава.  Вода из чесме је из градског водовода.

### Јавна чесма-извор Мезалин
Ова јавна чесма је направљена над природним извором који се зове Мезалин.

### Јавна чесма-извор Косово поље Крвавац
Јавна чесма у насељу Косово поље у Вишеграду направљена је над природним извором који се зове Крвавац. Нажалост према анализама надлежних установа у Републици Српској ова вода није исправна за пиће.

## Јавне чесме у Вишеграду
| Слика | Назив чесме                                | Друго име/старо име | Локација                             | Подигнута |
| ----- | ------------------------------------------ | ------------------- | ------------------------------------ | --------- |
|       | Чесма код Цареве џамије                    | Аустријска чесма    | Улица Краља Петра Првог              | 1906.     |
|       | Чесма код моста Мехмед-паше Соколовића     | Чесма код моста     | Почетак моста Мехмед-паше Соколовића | 2015.     |
|       | Чесма код цркве рођења Пресвете Богородице | Чесма код цркве     | Улица Милоша Обилића 13              |           |
|       | Чесма у насељу Гарча                       | Спомен чесма Гарча  | Насеље Гарча                         | 2017.     |
|       | Чесма на вишеградској пијаци               | Чесма на пијаци     | Вишеградска пијаца                   |           |
|       | Чесма Мезалин                              | Извор Мезалин       | На путу М5                           |           |
|       | Чесма Косово поље                          | Извор Крвавац       | Насеље Косово Поље                   |           |